# Schule der Namen
Die Schule der Namen (chinesisch 名家, Pinyin Míngjiā) war eine chinesische philosophische Schule der sogenannten Neun Strömungen (chinesisch 九流, Pinyin jiuliu). Die Philosophen dieser Schule werden auch als Logiker, die chinesischen Sophisten oder Dialektiker bezeichnet.
Sie erwuchs aus dem Mohismus in der Zeit der Streitenden Reiche (475 v. Chr. bis 221 v. Chr.).
Berühmte Vertreter waren:
- Hui Shi (Huizi)
- Gongsun Longzi